# Morgan Lander
Morgan Lander (ur. 6 stycznia 1982 w London) – kanadyjska muzyk, kompozytorka, wokalistka i autorka tekstów. Morgan Lander znana jest przede wszystkim z występów w grupie muzycznej Kittie, której była współzałożycielką. W zespole występuje wraz z siostrą Mercedes, która gra na perkusji. Do 2011 roku wraz z Kittie nagrała sześć albumów studyjnych: Spit (1999), Oracle (2001), Until the End (2004), Funeral for Yesterday (2007), In the Black (2009) oraz I've Failed You (2011).
W latach 2005–2013 Lander była współwłaścicielką linii odzieżowej Poisoned Black Clothing.

## Dyskografia
- (Hed) Planet Earth - Broke (2000, Jive, gościnnie)[3]
- Kataklysm - In the Arms of Devastation (2006, Nuclear Blast, gościnnie)[4]
- Thine Eyes Bleed - Thine Eyes Bleed (2008, The End Records, gościnnie)[5]
- Team Cybergeist – How To Destroy Something Beautiful (2009, RB Records Japan, gościnnie)[6]

## Filmografia
- Metal: A Headbanger’s Journey (2005, film dokumentalny, reżyseria: Sam Dunn, Scot McFayden)[7]